# 平和の礎 (労苦体験手記)
平和の礎（へいわのいしずえ） は、旧独立行政法人平和祈念事業特別基金（2013年4月解散）が、兵士、戦後強制抑留者、海外からの引揚者ら3,243名から集めた3,277編の労苦手記をとりまとめて刊行した書物。現在、同基金の資料を引き継いだ平和祈念展示資料館（総務省委託）が、それらの手記全文をウェブサイト上で公開している。また、一部の手記は新潮社の関連会社であるピコハウスがオーディオブック化し、同社が運営する音声配信サービス「LisBo（リスボ）」において、2020年12月より無料で公開している。